# 海岛奇兵
《海岛奇兵》是由芬兰游戏厂家Supercell开发（被騰訊收購後仍然負責獨立維護遊戲）的适用于iOS和Android的免费大型多人在线即时战略游戏。它于2013年11月11日在加拿大推出，并于2014年3月26日面向全球发布。

## 游戏設定
《海岛奇兵》是一款战略游戏，结合了对其他玩家的攻击和对计算机生成基地（黑暗卫队）的攻击。游戏的故事情节设置在一个热带群岛，玩家在自己的基地岛上進行遊戲，包括建造或升級防禦、訓練或升級兵種部隊等（类似于Supercell的《部落冲突》）。

### 對戰機制
玩家可以建立他们的基地，升级他们的防御和其他建筑物，并解锁部队升级。海岛奇兵结合单人战队游戏以及在同一地图上以多人模式攻击其他玩家的能力。游戏让玩家对抗一个名为“黑暗卫队”的敌人，该敌人以哈莫曼中尉为首领。玩家可以攻击黑暗卫队的岛屿，有3类：第一类是NPC岛屿；第二类为“黑暗卫队雇佣兵”的岛屿，实际为真人玩家；第三类为真人玩家所控制的资源岛或新发现的无人占领的资源岛，而其他NPC敌人是恐怖博士和吉尔哈特上校。玩家的基地若开了其他真人玩家的图则可能会被真人玩家入侵，以后还可以接受哈莫曼中尉的反击入侵玩家基地挑战以获取奖励。玩家可通過耗費金幣解鎖地圖的圖塊發現新玩家，範圍與雷達等級成正相關。
除了游戏的主要方面，还有一种合作形式，玩家為特遣隊貢獻“情报”（通过在防御中摧毁部队，赢得攻击或通过奖励），然后用于攻击特遣部队行动中的随机生成基地。

### 部隊
遊戲總共有11種部队，分別是步兵、重機槍手、火箭炮手、土著勇士、坦克、醫生、投彈手、烈焰戰車、极凍先鋒、迫擊砲手、機甲。升級或訓練兵種需要耗費金幣。在更新后，还增加了4位新英雄。需要玩家升级雷达以发现之，升級英雄需要花費金幣和英雄券（從商人獲得）。

### 建築
玩家可以部署各類建築自己的基地，每種建築的數量有限，可升級的等級受司令部等級的限制，升級司令部需要經驗達到要求；升級建築需要木、石、鐵，升级兵种和探索区域用潜水艇获得宝箱需要金币，容量取決於相應存儲建築（這與《部落衝突》類似）；當擁有原型武器實驗室便可以得到的零件製作原型武器：有三種，这三种存續時間、生命值和傷害遞增；玩家可以与商人交易资源，从中获得的资源不受容量限制；資源島中的建築無法升級，只有被其他玩家攻佔後會自動升級新增。

### 實時一對一競技
战斗母舰是海岛奇兵裡的实时竞技玩法，需要司令部达到10级。玩法主要是进攻对手的航空母舰基地，引擎室剩余最多的那一方获胜，若引擎室剩余数量相同，则破坏率最高的玩家获胜，若引擎室都被摧毁，则使用时间少的玩家获胜。通过比赛提升段位或摧毁引擎室达到一定数量，可以获得升级币和解鎖幣。升级币用于升级科技树的项目，解锁币（金色钥匙图标）用于解锁项目，舰长钥匙用于去除當前賽季增加引擎室数量和等级的司令部等级限制（目前国服未恢复此功能）。

### 基地編輯器
海岛奇兵还曾经推出过“基地编辑器”以推動NPC地圖產生：玩家可以自己在此設計命名基地並用自己賬戶上的部隊測試基地，發佈後可能被官方選取（被選取的基地會顯示設計者名稱）。不过该项功能已经被关闭。

## 運營變更與後續問題
由于腾讯收购了Supercell公司，其制作之游戏在中国大陆的运营方式发生了变化。为了符合中国大陆相关政策，腾讯将大陆玩家单独划分至国服，并要求玩家通过QQ或微信绑定以转移游戏进度。划分国服之后，中国大陆玩家只能使用腾讯版本的应用程序进入游戏（俗称“马服”或“国服”），该版本的设置界面与国际版和之前Supercell运营的版本有所不同，主要体现在增加了相关政策信息显示，并且不能更改语言。
此运营改动给游戏带来了一些问题，例如频繁的报错重进和更新速度较国际服慢，受到了玩家的广泛诟病。此外，有些玩家利用新的游戏漏洞破坏了游戏平衡。而中国大陆之外的玩家（包括港澳台）则被划分至国际服，其功能基本与原来相同。

## 外部連結
- 海岛奇兵的官方微博
- 海岛奇兵的官方推特 （页面存档备份，存于）
- 海岛奇兵的脸书首页 （页面存档备份，存于）
- 海岛奇兵官方网站 （页面存档备份，存于）